# GALETTe
GALETTe（ガレット）は、2013年から2016年まで活動した日本の女性アイドルグループである。所属事務所はあるあるCityエンターテイメント。レーベルはよしもとアール・アンド・シー。「ご当地アイドル殿堂入り」。

## 概要
福岡県に拠点を置くアイドルグループのうち、アイドルプロジェクト「K-NEXT」から生まれた「流星群少女」のメンバー・村山しほり、2012年12月まで活動した「CQC's」の四島早紀、ソロ歌手として活動していた保坂朱乃の3名により、2013年8月18日に結成が発表されたユニットである。同年9月には大分発のアイドルユニット「Chimo」出身の「ののこ」が、同年10月には山口県下関市を拠点に活動する「10COLOR'S」からHKT48のメンバーとしても活動した古森結衣が加入し、5人編成のユニットとなった。
九州地方でも名のあるアイドルを集めた「ドリームチーム」として結成、2014年3月1日には活動の拠点としていた北九州市の「あるあるCity」の子会社・あるあるCityエンターテイメントの所属アーティストとなった。同年3月いっぱいをもって「村山しほり」が卒業し、2014年は4名で活動を行なうこととなったが、3枚のシングルを発売、初出演した日本最大規模のアイドルイベント『東京アイドルフェスティバル2014』では「全国TIF盛り上げ女王選手権」西日本地区1位を獲得するなど活躍を見せた。
2015年1月にGALETTeの活動拠点が東京に移行することに伴い、オリジナルメンバーの「保坂朱乃」が卒業することを発表。同年2月2日には新メンバーオーディションの開催と新メンバー決定までの期間限定サポートメンバーとして、あるあるCityエンターテイメントに所属する「Party Rockets」から「藤田あかり」を迎えることを発表した。
同年8月9日に新宿BLAZEで開催されたワンマンライブにて、期間限定サポートメンバーとしての活動を同年4月に終了していた「藤田あかり」と新メンバーオーディションによって選ばれた元Happy Danceの「野田怜奈」の加入を発表し、再度5人編成のユニットとなった。しかし2016年1月、最後の結成メンバーだった「四島早紀」が同年2月6日をもって卒業することが明らかになった。
同年9月30日、所属事務所がアイドル事業から撤退する方針を示し、これに伴い同年10月26日に東京でワンマンライブを行って解散した。
最終メンバーであった古森結衣は、事務所親会社がアパマンショップであることもあり、寮はオートロックでしっかりしていたと述べている。

## メンバー
| 名前                        | 愛称       | 生年月日（年齢）      | 身長  | 出身地 | 備考 | 加入日        | 卒業日                          |
| --------------------------- | ---------- | --------------------- | ----- | ------ | --- | ------------- | ------------------------------- |
| 村山 しほり むらやま しほり | しぽりん   | 1989年4月6日（35歳）  | 157cm | 福岡県 | 元QunQunリーダー、 元れいしゅしゅ、 元流星群少女 アップルバスター社長                                                         | 2013年8月18日 | 2014年3月31日                   |
| 保坂 朱乃 ほさか あやの     | あやの     | 1997年12月1日（27歳） | 153cm | 福岡県 | 元ソロ歌手、卒業後、IsTaRに加入し、2016年に芸能活動を引退                                                                     | 2013年8月18日 | 2015年2月1日                    |
| 四島 早紀 ししま さき       | さきちゃん | 1991年2月9日（34歳）  | 165cm | 福岡県 | 2016年4月よりプレイングマネージャーとしてDEAR KISS正式加入                                                                    | 2013年8月18日 | 2016年2月6日                    |
| ののこ                      | のんちゃん | 1995年6月29日（29歳） | 155cm | 大分県 | 元Chimo 2016年11月23日よりDEAR KISSのメンバーとして活動                                                                       | 2013年9月9日  | 2016年10月26日 （グループ解散） |
| 古森 結衣 こもり ゆい       | ういたん   | 1997年12月2日（27歳） | 149cm | 山口県 | 元HKT48一期生（チームH） 元10COLOR'Sリーダー 解散後、転校少女歌撃団に加入し、2018年に卒業。現在はタレント活動中               | 2013年11月8日 | 2016年10月26日 （グループ解散） |
| 藤田 あかり ふじた あかり   | あかりん   | 1999年6月24日（25歳） | 164cm | 宮城県 | 元Party Rockets GALETTeサポートメンバー（2015年2月7日 - 4月5日） 解散後、Stella☆Beatsに加入し、2018年に卒業し、芸能界から引退 | 2015年8月9日  | 2016年10月26日 （グループ解散） |
| 野田 怜奈 のだ れいな       | れいなっち | 1996年4月24日（28歳） | 151cm | 宮城県 | 元Happy Dance | 2015年8月9日  | 2016年10月26日 （グループ解散） |

GALETTeはリーダーを特に定めていなかった。

## 略歴

### 2013年
- 06月23日、あるあるCityで開催された「RELiGiOUS vs あるあるCITY〜8組のアイドル超人編〜」にて四島早紀より10月CDリリースに向けてガールズユニットが始動することを発表[18][19]。
- 08月16日、GALETTe公式Twitterを開始。
- 08月18日、四島早紀、保坂朱乃、村山しほりの3人で「GALETTe」を結成することを発表[3]。
- 08月19日、GALETTeオフィシャルサイト公開[20]。
- 08月24日、あるあるCityで行われた「アイドル☆プリーズ」で初お披露目。
- 09月09日、大分を拠点に活動するChimoからののこが加入。4人編成となり、同月29日にデビュー[21]。
- 10月30日、1stシングル「G/neo disco」発売。オリコンデイリー25位、ウィークリー59位を記録。
- 11月08日、下関を拠点に活動する10COLOR'Sから元HKT48の古森結衣が加入。5人編成となり、同月10日にデビュー[4][22]。
- 11月11日、GALETTeオフィシャルブログ「G」が開始[23]。
- 12月01日、古森結衣が10COLOR'Sを卒業[24]。
- 12月29日、ののこがChimoを卒業[25][26]。

### 2014年
- 01月09日、村山しほりがK-NEXTからGALETTeに正式に移籍[27][28]。
- 02月11日、あるあるCityで開催された2ndシングルリリース感謝イベントにて初めてファンの前で武道館での単独ライブを目標にすることを宣言[29][30]。
- 02月12日、2ndシングル「じゃじゃ馬と呼ばないで / Candy Pop」発売。デイリー18位を記録。
- 03月23日、あるあるCityにてGALETTe初の単独イベント「GALETTeST LIVE」を開催[31]。
- 03月31日、村山しほりが卒業[6]。
- 06月11日、3rdシングル「Brand-New Style / ダンスフロア☆フィーバー」発売。
- 08月2日・3日、TOKYO IDOL FESTIVAL2014に出演。「全国TIF盛り上げ女王選手権」にて西日本地区1位を獲得[7]。
- 08月22日、あるあるCityにてGALETTe1周年記念LIVEを開催[32]。
- 09月13日、「Happiness of GALETTe 〜SUPECIAL LIVE & PARTY〜」を開催。「森のおはなし」を初披露[33]。
- 10月22日、4thシングル「She is WANNABE!」発売。デイリー7位を記録。
- 11月15日、ワンマンライブ「DRAGON ROAD*（ドラゴンロード アスタリスク）」初日[34]。
- 11月21日、「J-GIRL POP WAVE」プロジェクトに東京女子流、Dorothy Little Happyに続く3組目として参加することが決定[35]。
- 11月中旬、オリコン週間ランキングにてCD1万枚以上を越えて日本ご当地アイドル活性協会より『ご当地アイドル殿堂入り』認定[36]。
- 12月6日、DRAGON ROAD* 番外編「ナチュラルスイートでCuteな駅掌の旅」開催[37]。

### 2015年
- 01月10日、東京・Future Sevenにて「GALETTe新年会スペシャル〜今年も皆さんのおかげです〜」が開催された。今年の目標としてZeppでの単独ライブ開催が宣言された[38]。
- 01月19日、本拠地を東京に移すことが明らかとなり、その関係で保坂朱乃が2月1日に卒業することが発表される[8]。
- 01月24日、台湾で開催された「KAWAII POP FES by @JAM×J-GIRL POP WAVE vol.4 in 台湾 2015」に出演。GALETTe初の海外遠征。
- 02月01日、TSUTAYA O-EASTで開催された「@JAM the Field vol.7」でのライブを最後に保坂朱乃が卒業[39]。
- 02月02日、新メンバーオーディションの開催を発表。また、新メンバー決定までの期間限定サポートメンバーとして、同事務所所属グループ「Party Rockets」の藤田あかりの参加を発表[9]。
- 03月25日、1stミニアルバム「Grooving Party」をよしもとアール・アンド・シーより発売。デイリー4位を記録。
- 04月05日、アルバムリリース期間の終了に伴い藤田あかりのGALETTeの兼任が終了。
- 07月22日、5thシングル「air summer / 至上の愛」を発売。デイリー14位を記録。
- 08月01日・2日、TOKYO IDOL FESTIVAL 2015に出演。
- 08月09日、新宿BLAZEにてGALETTeワンマンライブ「from GALETTe to GALETTe」を開催。新メンバーとして、藤田あかりと野田怜奈が加入。12月29日にZepp DiverCity TOKYOにて単独公演を開催することを発表される[10]。
- 08月14日〜16日、台湾で開催されたIDOLidge主催のイベントに参加[40]。GALETTe2回目の海外遠征。
- 08月24日、GALETTe二周年＆新メンバー加入イベントを開催[41]。
- 09月30日、渋谷GARRET udagawaにて新定期公演「GALETTe Grooving Night」の初日を開催。GALETTe史上最長の60分ノンストップライブを披露[42]。
- 10月07日、古森結衣、番組収録中に骨折し、約2ヶ月間、活動休止[43]。
- 10月12日、EST渋谷東口会館にて60名限定の「GALETTEe秋の大感謝祭」を開催し、ファンとボーリングや卓球をして交流[44]。
- 12月06日、19日、23日に関東ツアー「Road to Zepp DiverCity Tour」を開催[45]。
- 12月29日、Zepp DiverCity TOKYOにてGALETTeワンマンライブ「G」を開催[46]。

### 2016年
- 01月25日、最後の結成メンバーであった四島早紀の卒業が発表される[11]。
- 02月06日、渋谷WWWで開催された新定期公演「GALETTe Grooving Party 2016 RISING」１部をもって四島早紀が卒業[47]。
- 06月21日、6thシングル「ソニックファイター」を発売。デイリー2位を記録。
- 08月17日、「GALETTe 3rd Anniversary One Man Live!!~RISING SPECIAL~」を開催。
- 10月22日、結成地あるあるCityでのファイナルライブを開催[48]。
- 10月26日、所属事務所のアイドル事業の撤退により、新宿ReNYでのワンマンライブをもって解散[49]。

### 2017年
- 08月26日に横浜アリーナで開催されたライブイベント「@JAM EXPO 2017」[50]にて四島・ののこ・古森の3人が一夜限りの復活ライブを開催。またStella☆Beatsに異動した藤田あかりが古巣のParty Rocketsメンバーとして吉木悠佳・菊地史夏・渡邉幸愛[注 1]と共にパフォーマンスを行った[51]。

### 2024年
- 01月13日に東京・赤羽ReNY alpha、2月4日に福岡DRUM Be-1にて「『GALETTe*復活祭』〜Special Grooving Party 10th anniversary*＊〜」を開催。出演メンバーは四島・ののこ・古森の3人[52]。

## グループ名の由来
グループ名の「GALETTe」という言葉には「包み込む」という意味があり、「ファンを包み込めるような魅力的なグループになりたい」という想いが込められていた。グループロゴなどで「GALETTe*」のようにアスタリスク「✳」がデザインされている場合があるが、メンバーのひとりであった四島早紀は「小さいアスタリスクは意味があるんです。まだアスタリスク*小さいけどGALETTe＊大きくなりますように！と願いを込めていつか…GALETTe＊になれる事を祈ってつけてるの」と語っていた。また、GALETTeのファンのことをグループ名にちなんで「GALETTer（ガレッタ－）」と呼んでいた。

## 作品
順位はオリコン週間ランキング最高位。

### シングル
| # | 発売日         | タイトル               | 規格品番                                                     | 順位 | 収録曲                                                                               |
| - | -------------- | ---------------------- | ------------------------------------------------------------ | ---- | ------------------------------------------------------------------------------------ |
| 1 | 2013年10月30日 | G                      | GALF-1                                                       | 59位 | G neo disco                                                                          |
| 2 | 2014年2月12日  | じゃじゃ馬と呼ばないで | GALF-2 DVD付 GALF-3 GALF-4                                   | 24位 | じゃじゃ馬と呼ばないで Candy Pop                                                     |
| 3 | 2014年6月11日  | Brand-New Style        | QACY-10014 DVD付 QACY-10015 ARCD-10001 DVD付                 | 21位 | Brand-New Style ダンスフロア☆フィーバー                                              |
| 4 | 2014年10月22日 | She is WANNABE!        | GALF-5 GALF-6 GALF-7 GALF-8 DVD付 GALF-9 DVD付 GALF-10 DVD付 | 11位 | She is WANNABE! ナチュラルスウィートな空気 ドレスコードはG.L.T Beautiful Love World! |
| 5 | 2015年7月22日  | air summer / 至上の愛  | YRCS-90092 YRCS-90093 YRCS-90094 DVD付 YRCS-90095 DVD付      | 17位 | air summer 至上の愛                                                                  |
| 6 | 2016年6月21日  | ソニックファイター     | AGLT-1 AGLT-2                                                | 24位 | ソニックファイター LET ME DANCE                                                      |

### アルバム
| # | 発売日        | タイトル       | 規格品番                                                            | 順位 | 収録曲                                                                                                |
| - | ------------- | -------------- | ------------------------------------------------------------------- | ---- | --- |
| 1 | 2015年3月25日 | Grooving Party | YRCS-95035 DVD付 YRCS-95036 DVD付 YRCS-95037 DVD付 YRCS-95038 DVD付 | 15位 | JUMP! for a dream Pink Cotton Flower Upbeat People G じゃじゃ馬と呼ばないで Neo Disco She is WANNABE! |

### 未音源化楽曲
| 年月日         | タイトル           | 備考 |
| -------------- | ------------------ | --- |
| 2014年9月13日  | 森のお話           | 渋谷JPOP CAFEで開催された「Happiness of GALETTe 〜SUPECIAL LIVE & PARTY〜」にて初披露                                              |
| 2015年8月9日   | Believe            | 新宿BLAZEで開催された「GALETTeワンマンライブ from GALETTe to GALETTe」にて初披露。2017年9月24日から、SHiNY SHiNYが歌い継いでいる。 |
| 2015年10月29日 | BABY DANCE FIGHTER | 渋谷GARRET udagawaで開催された「GALETTe Grooving Night」にて初披露                                                                 |
| 2016年3月27日  | SELFISH PARTY      | 渋谷WWWで開催された「Grooving Party 2016 RISING2」2部にて初披露                                                                    |
| 2016年6月28日  | Let's Get Loud     | あるあるCityで開催された「Grooving Party 2016 RISING3」にて初披露                                                                  |
| 2016年8月17日  | 明日へ             | 新宿ReNYで開催された「GALETTe 3rd Anniversary One Man Live!!~RISING SPECIAL~」にて初披露。古森作詞。                               |

### 映像作品
| 発売日        | タイトル                                                          | 規格品番    | 内容       |
| ------------- | ----------------------------------------------------------------- | ----------- | ---------- |
| 2016年2月28日 | 「G」〜2015.12.29 GALETTe ONE MAN LIVE in Zepp Diver City TOKYO〜 | GLT-001 DVD | ライブ映像 |

### タイアップ
| 曲名                   | タイアップ |
| ---------------------- | --- |
| G                      | - 札幌テレビ「ジョシスタ」オープニングテーマ                                                                    |
| じゃじゃ馬と呼ばないで | - 福岡放送「ナイトシャッフル」2014年2月エンディングテーマ - 札幌テレビ「ジョシスタ」2014年2月エンディングテーマ |
| Brand-New Style        | - テレビ東京「ニッポン元気計画! 眠れるスター目覚ましバラエティ“ハックツベリー”」2014年エンディングテーマ        |
| air summer             | - 読売テレビ「ダウンタウンDX」2015年8月、9月エンディングテーマ                                                  |

## 出演

### テレビ
- 「ミュージックドラゴン」（日本テレビ、2014年2月14日）
- 「ニッポン元気計画! 眠れるスター目覚ましバラエティ“ハックツベリー”」（テレビ東京、2014年4月19日 - 2015年9月26日）
- 「7スタライブ マイライク!」（テレビ東京、2014年8月1日、8日、15日、22日、29日） ※四島早紀のみ出演
- 「Kawaiian くらびぃー！」（Kawaiian TV、♯4 2014年12月5日 - ♯120 2015年5月29日 毎週金曜日担当）
- 「GALETTeのくらびぃー！」（Kawaiian TV、2015年6月12日 - 2015年7月3日 全4回）
- 「アイドルお宝くじ」（テレビ朝日、2015年7月10日、10月9日）
- 「GALETTeのファン参加型新ライブバラエティーGALEFARRe」（Kawaiian TV、2015年7月17日 - 2016年10月14日 全29回）
- 「えりぬきアイドルがその場で調べるニュースの結論（略して）バラ売り」（Kawaiian TV、2016年1月9日 - 2016年10月8日） ※古森結衣のみ出演

### 映画
- 「ソフテン!」（2014年公開）- 遠藤覚子役：四島早紀[56]、坂井田役：ののこ[57]
- 「恐怖の森4」（2016年公開）- 看護師役：藤田あかり

### ラジオ
- 「J-GIRL POP WAVE RADIO」（TOKYO FM、2015年4月8日 - 2016年3月29日）- 四島早紀のみ出演

### ネット配信
- 「YAMADA動画」（2014年11月26日 - ）[58]
- 「@JAM応援宣言！『@JAM THE WORLD』」（DeNA・SHOWROOM）（2015年1月12日）- 第11回放送ゲスト。四島早紀、ののこのみ出演[59]。

### 舞台
- 「元気が出る病院!」（2016年4月20日 - 2016年4月24日） - 古森結衣のみ出演